# Stichodactyla haddoni
Stichodactyla haddoni är en havsanemonart som först beskrevs av William Saville-Kent 1893.  Stichodactyla haddoni ingår i släktet Stichodactyla och familjen Stichodactylidae. Inga underarter finns listade i Catalogue of Life.

## Bildgalleri

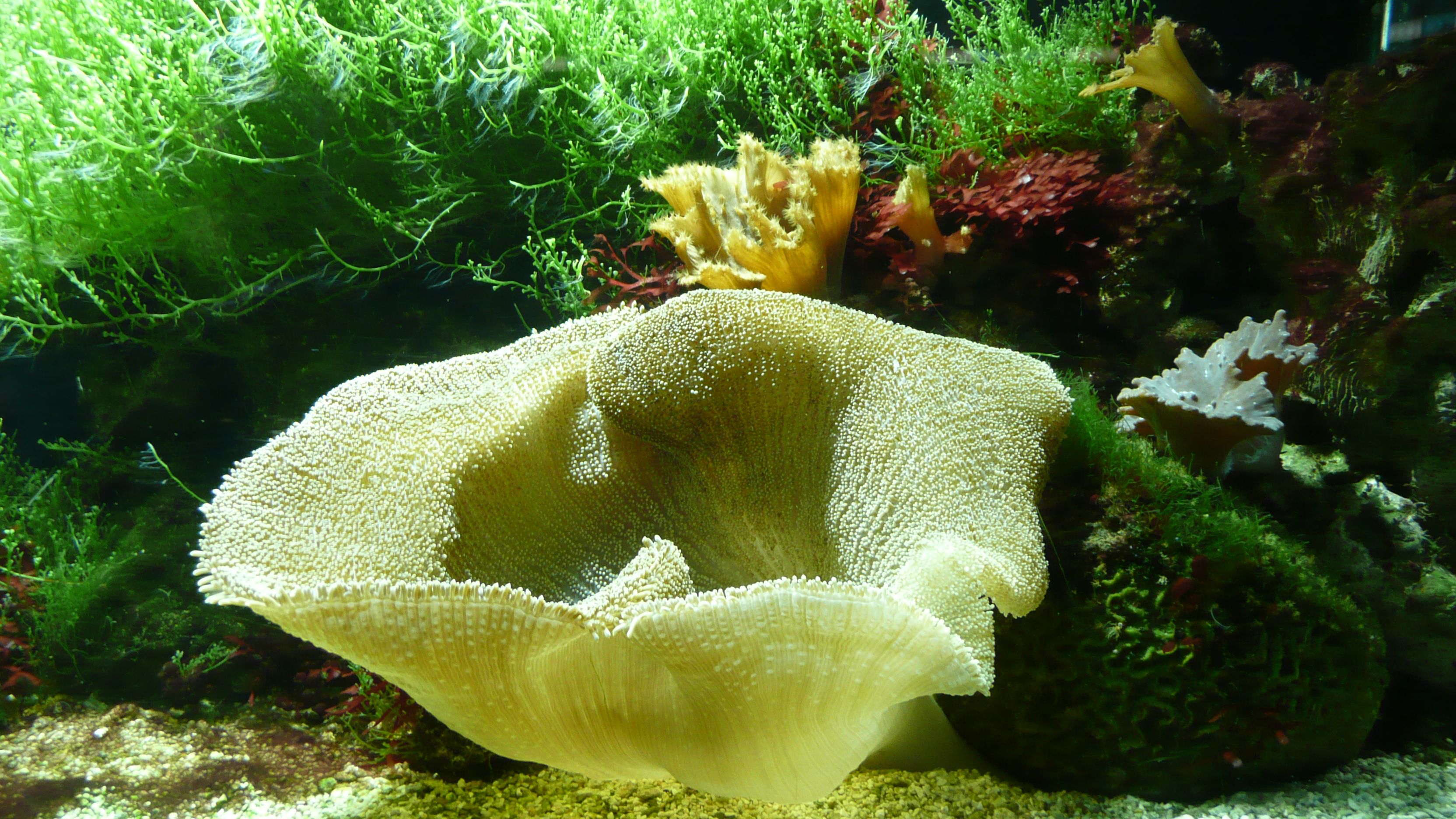